# Kota Kinabalu nemzetközi repülőtér
A Kota Kinabalu nemzetközi repülőtér (IATA: BKI, ICAO: WBKK) Malajzia egyik nemzetközi repülőtere, amely Kota Kinabalu közelében található. Éves utasforgalma 8 622 488 fő (2018).

## Légitársaságok és úticélok
| Légitársaság                                | Célállomások |
| ------------------------------------------- | --- |
| AirAsia                                     | Bangkok–Don Mueang, Bintulu, Guangzhou, Hangzhou, Hong Kong, Johor Bahru, Kota Bharu, Kuala Lumpur–International, Kuching, Kunming, Macau, Miri, Penang, Sandakan, Shenzhen, Sibu, Szingapúr, Taipei–Taoyuan, Tawau, Wuhan (felfüggesztve) |
| Air Busan                                   | Busan |
| Air Seoul                                   | Seoul–Incheon |
| Cebu Pacific                                | Manila |
| China Southern Airlines                     | Guangzhou |
| Eastar Jet                                  | Busan, Seoul–Incheon |
| Jeju Air                                    | Muan, Seoul–Incheon |
| Jin Air                                     | Seoul–Incheon |
| Loong Air                                   | Xi'an |
| Malaysia Airlines                           | Kuala Lumpur–International, Kuching, Perth, Sandakan, Shanghai–Pudong, Taipei–Taoyuan, Tawau, Tianjin, Tokyo–Narita Szezonális: Penang |
| Malaysia Airlines operated by MASwings      | Kudat, Labuan, Lahad Datu, Lawas, Limbang, Mulu |
| Malindo Air                                 | Kuala Lumpur–International, Kuching, Sandakan, Tawau, Tianjin, Wuhan Szezonális: Chengdu, Xi'an |
| Philippine Airlines operated by PAL Express | Zamboanga (felfüggesztve) |
| Philippines AirAsia                         | Manila |
| RB Link                                     | Bandar Seri Begawan |
| Royal Brunei Airlines                       | Bandar Seri Begawan |
| Scoot                                       | Szingapúr |
| Shanghai Airlines                           | Shanghai–Pudong |
| Spring Airlines                             | Shanghai–Pudong |
| XiamenAir                                   | Fuzhou, Xiamen |

## Futópályák
A repülőtér futópályái:
- 02/20 (3780 m, 45 m, aszfalt)

## Forgalom
Az utasforgalom az elmúlt években az alábbi módon változott:
| Utasok száma | 2 096 241 | 2 732 146 | 3 092 326 | 3 302 366 | 4 015 221 | 4 868 526 | 5 848 135 | 6 573 461 | 8 622 488 | 1 106 165 |
|              | 1994      | 1997      | 2000      | 2003      | 2006      | 2009      | 2012      | 2015      | 2018      | 2021      |